# Regata Mar de Alborán
La Regata Mar de Alborán es una competición de vela que tiene lugar anualmente en el Real Club El Candado, en Málaga, España. 
Se trata de una competición puntuable para el Campeonato de Andalucía de Cruceros y está organizada por el Real Club El Candado. Apoyan la competición la Federación Andaluza de Vela, la Consejería de Turismo, Comercio y Deporte de la Junta de Andalucía y la Armada Española.
De las embarcaciones que participan en la prueba, unas realizan el recorrido de altura, de un total de 161 millas, que consiste en tomar la isla de Alborán por babor y regresar al puerto de El Candado, y las restantes realizan un recorrido costero con salida conjunta con el recorrido de altura, baliza en Punta de la Mona por babor y vuelta al Puerto de El Candado, de un total de 81 millas. 
El récord de la prueba lo tiene la embarcación "Sirius VI", de la Comisión Naval de Regatas de la Armada, que en 2019 pasó por la isla en 6horas, 56 minutos y 06 segundos.

## Palmarés
| Año  | Embarcación          | Club                                        |
| ---- | -------------------- | ------------------------------------------- |
| 2010 | Seawolf              | Real Club Náutico de Sotogrande             |
| 2009 |                      |                                             |
| 2008 | Noticia 2            | Real Club Náutico de Algeciras              |
| 2007 | Falta de viento      |                                             |
| 2006 | Viñas del Golf       | Real Club Mediterráneo                      |
| 2005 | Malacca              | Real Club Mediterráneo                      |
| 2004 | Yandara              | Real Club Mediterráneo                      |
| 2003 | Malacca              | Real Club Mediterráneo                      |
| 2002 | Vagabundo            | Club de Mar de Almería                      |
| 2001 | Red Shark            | Club de Mar de Almería                      |
| 2000 | Puerto de Sotogrande | Real Club Mediterráneo                      |
| 2000 | Yandara              | Club Marítimo de Benalmádena                |
| 1999 | Uxama III            | Real Club El Candado                        |
| 1998 | Amor Fati            | Club Marítimo de Benalmádena                |
| 1997 | Atala y Paternina    | Real Club El Candado                        |
| 1996 | Amor Fati            | Club Marítimo de Benalmádena                |
| 1995 | Sherry               | Club de Mar de Almería                      |
| 1994 | Falta de viento      |                                             |
| 1993 | Crim I               | Real Club Mediterráneo                      |
| 1992 | Pasay                | Real Club Náutico de Cádiz                  |
| 1991 | Uxama III            | Real Club El Candado                        |
| 1990 | Cahrito              | Club de Mar de Almería                      |
| 1989 | Payro IV             | Real Club Mediterráneo                      |
| 1988 | La Rana              | Club Marítimo de Benalmádena                |
| 1987 | Sirius II            | Comisión Naval de Regatas de Cádiz          |
| 1986 | Kium II              | Real Club Mediterráneo                      |
| 1985 | Solnes II            | Club Náutico de Fuengirola                  |
| 1984 | Cochab               | Comisión Naval de Regatas de Cádiz          |
| 1983 | Grand Slam           | Real Club Náutico del Puerto de Santa María |
| 1982 | Spyka                | Real Club El Candado                        |
| 1981 | La Rana              | Real Club Náutico de Tenerife               |
| 1980 | Ziur                 | Real Club El Candado                        |
| 1979 | Saranbande           | Ci de Nueva Andalucía                       |
| 1978 | Virgwn del Carmen    | Real Club Náutico de Cádiz                  |